# Ojie Edoburun
Ojie Edoburun (* 2. Juni 1996 in London, England) ist ein britischer Leichtathlet, der im Sprint antritt.

## Leben
Ojie Edoburun wuchs bei seiner Familie im Norden Londons auf. Bereits in frühen Jahren empfand er Freude am Sport und plante zunächst Fußballer zu werden. Während eines Schulwettkampfes wurde sein Potenzial im Sprint entdeckt. Er folgte dem Ruf des Leichtathletik-Teams des Lea Valley Athletics Centre, wo er bis heute trainiert. Edoburun zählt den Boxer Anthony Joshua und den ehemaligen Sprinter Linford Christie zu seinen sportlichen Vorbildern. Letzterer stand ihm einst ratschlaggebend zur Seite.

## Sportliche Laufbahn
2012 nahm Edoburun über 100 Meter an den Britischen U17-Meisterschaften teil, bei denen er das Halbfinale erreichte. 2013 gewann er mit einer Zeit von 10,41 s die Bronzemedaille bei den Britischen Juniorenmeisterschaften. Einen Monat später trat er bei den U18-Weltmeisterschaften in Donezk an. Dabei stellte er im Finale mit 10,35 s eine neue Bestzeit auf und gewann damit die Silbermedaille. 2014 erreichte er bei den Britischen Hallenmeisterschaften der Erwachsenen über 60 Meter das Finale, in dem er dann den letzten Platz belegte. Im Sommer trat er bei den U20-Weltmeisterschaften in Eugene an. Dort belegte er mit einer Zeit von 10,45 s den sechsten Platz. Bis zum August verbesserte er sich auf eine Zeit von 10,15 s. 2015 siegte Edoburun bei den Britischen U20-Hallenmeisterschaften, bei den Erwachsenen wurde er Fünfter. Im Juli gewann er bei den Britischen Meisterschaften die Bronzemedaille über 100 Meter und startete über diese Distanz auch bei den U20-Europameisterschaften im schwedischen Eskilstuna, bei denen er in 10,36 s die Goldmedaille gewinnen konnte.
2016 nahm er bei den Europameisterschaften in Amsterdam an seinen ersten internationalen Meisterschaften bei den Erwachsenen teil. Dort erreichte er das Halbfinale, in dem er mit 10,20 s als Vierter seines Laufs den Finaleinzug knapp verpasste. 2017 verpasste er die Teilnahme an den Weltmeisterschaften in seiner Heimatstadt, da er im entscheidenden Wettkampf bei den Britischen Meisterschaften als Vierter einen der drei zustehenden Plätze verpasste. Dennoch trat er im Juli sowohl über 100, als auch mit der Staffel, bei den U23-Europameisterschaften in Bydgoszcz an. Er reiste mit einer Bestzeit von 10,12 s, die er im Juni bei seinem Sieg bei den Britischen U23-Meisterschaften aufstellte, bei den Europameisterschaften an. Im Finale kam er ganz in die Nähe dieser Zeit und gewann in 10,14 s die Goldmedaille. Zwei Tage später fügte er mit der Staffel zusätzlich eine Silbermedaille seiner Medaillensammlung hinzu. Trotz seiner guten Sprintzeiten und Erfolgen im Juniorenbereich, schaffte er es in der Folge nicht sich in der Weltspitze bei den Erwachsenen zu etablieren, weshalb er 2018 den Trainer wechselte und zudem Rat bei Sportpsychologen suchte. Im Juni lief eine Zeit von 10,04 s die seitdem seine persönliche Bestzeit darstellen. Nachdem er im selben Jahr Fünfter bei den Britischen Meisterschaften wurde, trat er im Frühjahr 2019 bei den Halleneuropameisterschaften in Glasgow an. Es gelang ihm in das Finale einzuziehen, in dem er den siebten Platz belegte. Im August konnte er erstmals als Sieger bei den Britischen Meisterschaften vom Platz gehen. Einen Monat später erreichte er bei den Weltmeisterschaften in Doha das Halbfinale.
2022 startete Edoburun in seiner Heimat bei den Commonwealth Games. Im 100-Meter-Lauf erreichte er das Halbfinale, verpasste darin anschließend als Dritter seines Laufes den Einzug in das Finale. Schließlich konnte er mit der englischen 4-mal-100-Meter-Staffel Gold gewinnen. Kurz darauf trat er bei den Europameisterschaften in München an. Er erreichte über 100 Meter das Halbfinale, schied darin allerdings als Sechster seines Laufes aus.

## Wichtige Wettbewerbe
| Jahr                               | Veranstaltung                      | Ort                                | Platz                              | Disziplin                          | Zeit                               |
| Startet für Vereinigtes Königreich | Startet für Vereinigtes Königreich | Startet für Vereinigtes Königreich | Startet für Vereinigtes Königreich | Startet für Vereinigtes Königreich | Startet für Vereinigtes Königreich |
| ---------------------------------- | ---------------------------------- | ---------------------------------- | ---------------------------------- | ---------------------------------- | ---------------------------------- |
| 2013                               | U18-Weltmeisterschaften            | Donezk                             | 2.                                 | 100 m                              | 10,35                              |
| 2014                               | U20-Weltmeisterschaften            | Eugene                             | 6.                                 | 100 m                              | 10,45 s                            |
| 2015                               | U20-Europameisterschaften          | Eskilstuna                         | 1.                                 | 100 m                              | 10,36 s                            |
| 2016                               | Europameisterschaften              | Amsterdam                          | 11.                                | 100 m                              | 10,20 s                            |
| 2017                               | U23-Europameisterschaften          | Bydgoszcz                          | 1.                                 | 100 m                              | 10,14 s                            |
| 2017                               | U23-Europameisterschaften          | Bydgoszcz                          | 2.                                 | 4 × 100 m                          | 39,11 s                            |
| 2019                               | Halleneuropameisterschaften        | Glasgow                            | 7.                                 | 60 m                               | 6,67 s                             |
| 2019                               | Weltmeisterschaften                | Doha                               | 20.                                | 100 m                              | 10,22 s                            |
| 2022                               | Commonwealth Games                 | Birmingham                         | 1.                                 | 4 × 100 m                          | 38,35 s                            |
| 2022                               | Europameisterschaften              | München                            | 16.                                | 100 m                              | 10,25 s                            |

## Persönliche Bestleistungen
Freiluft
- 100 m: 10,04 s, 4. Juni 2018, Prag
- 200 m: 20,87 s, 11. Juni 2016, Genf

Halle
- 60 m: 6,56 s, 25. Februar 2018, Glasgow